# Чулпан (Салаватский район)
Чулпа́н (баш. Сулпан) — деревня в Салаватском районе Республики Башкортостан Российской Федерации. Входит в состав Янгантауского сельсовета.

## География
Деревня находится на правом берегу реки Юрюзань.

### Географическое положение
Расстояние до:
- районного центра (Малояз): 14 км,
- центра сельсовета (Янгантау): 3 км,
- ближайшей ж/д станции (Кропачёво): 43 км.

## Население
| 2002 | 2009 | 2010 |
| ---- | ---- | ---- |
| 377  | ↗399 | ↘376 |